# Уэллс, Джуниор
Джу́ниор Уэ́ллс (англ. Junior Wells, полное имя — Э́ймос Уэ́ллс Блэ́кмор-младший, Amos Wells Blakemore Jr.; род. 9 декабря 1934, Мемфис, Теннесси, США — 15 января 1998, Чикаго, Иллинойс) — американский блюзовый певец, мастер губной гармоники, а также один из основоположников стиля «чикагский блюз».
Записывался со многими блюзовыми и рок-н-ролльными музыкантами, в их числе Бадди Гай, The Rolling Stones, Ван Моррисон, Мадди Уотерс и другие.
Джуниор Уэллс был посмертно введён в Зал славы блюза в 1998 году.

## Биография
Джуниор Уэллс родился 9 декабря 1934 года в Мемфисе, Теннесси, детство будущего музыканта прошло в городе Марион, Арканзас. Начал играть на губной гармошке с ранних лет, навыки игры получил благодаря увлечению творчеством Джуниора Паркера и Сонни Боя Уильямсона II. Известность получила история, произошедшая с Уэллсом в 12 лет: он украл губную гармонику стоимостью в два доллара из местного ломбарда, но когда судья по делам несовершеннолетних услышал, с каким мастерством Уэллс играет на инструменте, то лично заплатил за гармонику. В 1948 году после развода родителей Джуниор вместе с матерью переехал в Чикаго, где он вместе с местными музыкантами стал завсегдатаем клубов и пабов. В 1950 году он прошёл импровизированное прослушивание у гитаристов Луиса и Дэвида Майерсов, в результате чего образовалась группа The Deuces (рус. Черти). Позднее к ним присоединился барабанщик Фред Белоу, и группа сменила название на The Aces (рус. Тузы). За время участия в коллективе стиль исполнения Уэллса и его мастерство игры на гармонике испытали сильное влияние другого известного блюзмена — Литтл Уолтера.
После того, как Литтл Уолтер покинул группу Мадди Уотерса в 1952 году, Уэллс занял его место. Их первая совместная запись состоялась на студии Chess Records. Помимо участия в группе Уотерса Уэллс продолжал играть в The Aces, и в 1953 году на студии States Records музыканты под руководством Уэллса записали свои первые хиты, среди которых были «Messin’ with the Kid», «Come on in This House», «Hoodoo Man», «Cut That Out», «It Hurts Me Too» и инструментальные «Eagle Rock» и «Junior’s Wail».
В 1957 году началось сотрудничество Уэллса с музыкальным продюсером Мелом Лондоном. Результатом совместной работы стали многочисленные хиты, в том числе «I Could Cry» и «Lovey Dovey Lovely One». Первым синглом Уэллса, попавшим в чарты, стала песня «Little by Little», также спродюсированная Лондоном. Композиция заняла 23 строчку хит-парада Billboard в июне 1960. В конце 1950-х губная гармоника Уэллса была отодвинута на второй план, уступая место живому вокалу.
Начало 1960-х ознаменовало собой период долгого и плодотворного сотрудничества Джуниора Уэллса и гитариста Бадди Гая, с которым они в 1965 году на студии Delmark Records записали первый альбом Уэллса — Hoodoo Man Blues. Пластинка была введена в Зал славы блюза в 1984 году. Вместе с Гаем они также выступали на одной сцене с The Rolling Stones во время их тура в 1970 году, тогда же состоялась совместная запись с Эриком Клэптоном на студии Atlantic, а в 1974 Уэллс и Гай вместе открывали выступление Мадди Уотерса на фестивале в Монтрё.
Заметная перемена в стиле Уэллса произошла в 1968 году с выпуском альбома You’re Tuff Enough — это была пластинка в стиле фанк, в ней прослеживалось сильное влияние Джеймса Брауна. Но, несмотря на то, что альбомы South Side Blues Jam (1971) и On Tap (1975) получили положительные отклики, последующие работы 1980-х вызвали противоречивые мнения. Более того, Уэллс с каждым годом стал записывать всё меньше сольных композиций.
В 1991 году в Париже Уэллс и Бадди Гай записали совместный акустический альбом Alone and Acoustic, который был холодно воспринят критиками. Однако, запись нового диска была интересна музыкантам прежде всего, как опыт акустического музицирования, запечатлённый в студийных условиях.
Альбом 1997 года Come on in This House получил одобрительные отзывы, а также принёс Уэллсу премию имени блюзмена Уильяма Кристофера Хэнди. Джуниор Уэллс продолжал выступать и давать концерты до тех пор, пока летом 1997 года у него не обнаружили лимфому. Осенью того же года во время лечения он перенес сердечный приступ, в результате чего впал в кому. В таком состоянии Уэллс оставался до своей смерти 15 января 1998 года. Был похоронен на кладбище Oak Woods Cemetery в Чикаго.
После смерти музыканта был выпущен ряд записей с живых выступлений (Last Time Around — Live at Legends, Live at Theresa’s 1975), а также компиляции лучших песен Уэллса. Помимо этого в 1998 году вышел фильм «Братья Блюз 2000», в котором Джуниор Уэллс ещё при жизни сыграл камео.

## Дискография

### Сольные альбомы
- You’re Tuff Enough (1968)
- Live at the Golden Bear (1969)
- In My Younger Days (1972)
- On Tap (1974)
- Blues Hit Big Town (1977)
- Got To Use Your Head (1979)
- The Original Blues Brothers (1983)
- Messin’ With The Kid (1986)
- Universal Rock (1986)
- Chiefly Wells (1986)
- Harp Attack! (1990)
- 1957-1966 (1991)
- Undisputed Godfather of the Blues (1993)
- Messin’ With The Kid 1957-63 (1995)
- Everybody’s Getting' Some (1995)
- Come on in This House (1996)
- Live at Buddy Guy’s Legends (1997)

Выпущены посмертно:
- Keep On Steppin’: The Best Of… (1998)
- Best Of The Vanguard Years (1998)
- Masters (1998)
- Last Time Around — Live at Legends (1998)
- Junior Wells & Friends (1999)
- Every Day I Have The Blues (2000)
- Calling All Blues (2000)
- Best Of… (2001)
- Live at Theresa’s 1975 (2006)

### В сотрудничестве с Бадди Гаем
- Hoodoo Man Blues (1965)
- It’s My Life, Baby! (1966)
- Chicago/The Blues/Today! (1966)
- Coming at You (1968)
- Southside Blues Jam (1969)
- Buddy and the Juniors (1970)
- Buddy Guy & Junior Wells Play the Blues (1972)
- Live At Montreux (1977)
- Pleading the Blues (1979)
- Drinkin' TNT 'n' Smokin' Dynamite (1982)
- Alone & Acoustic (1991)
- Better Off with the Blues (1993)
- Buddy Guy & Junior Wells (1998)
- Buddy Guy & Junior Wells (2001)